# Aleksiej Bogajewski
Aleksiej Jakowlewicz Bogajewski, ros. Алексей Яковлевич Богаевский (ur. 2 października 1890 w guberni połtawskiej, zm. 10 maja 1959 w Nanuet) – radziecki, a następnie emigracyjny lekarz – rentgenolog, wykładowca akademicki.
W 1908 roku ukończył gimnazjum w Połtawie, zaś w 1915 roku studia na wydziale medycznym uniwersytetu w Kijowie. Został zmobilizowany do armii rosyjskiej. Brał udział w I wojnie światowej. Służył jako felczer w 266 Porieczenskim Pułku Piechoty. Następnie przeniesiono go do szpitala wojskowego w Kijowie. Od 1920 był docentem na uniwersytecie kijowskim, a następnie w miejscowym instytucie medycznym. W 1921 otrzymał tytuł doktora. Pełnił obowiązki kierownika katedry rentgenologii. W 1926 roku mianowano go profesorem. Odbył staż naukowy za granicą. Uczestniczył we wszechzwiązkowych zjazdach rentgenologów. Jako pierwszy naukowiec na świecie zastosował metody rentgenologii przy diagnozie i badaniach raka piersi u kobiet. Po zajęciu Kijowa przez wojska niemieckie we wrześniu 1941 roku, zajął się prywatną praktyką lekarską. Kiedy Niemcy otworzyli instytut medyczny, zaczął wykładać w nim rentgenologię. Jesienią 1943 roku ewakuował się do III Rzeszy. Po zakończeniu wojny współuczestniczył w utworzeniu wydziału medycznego na Wolnym Uniwersytecie Ukraińskim w Monachium. W 1947 zamieszkał w USA. Był członkiem Rosyjskiej Grupy Akademickiej. Napisał ponad 150 prac naukowych z zakresu rentgonologii i medycyny.